# Ludi Lin
Ludi Lin (Fuzhou, 11 novembre 1987) è un attore e artista marziale cinese naturalizzato canadese, principalmente conosciuto per aver interpretato Zack Taylor (Black Ranger) nel film Power Rangers (2017), e Liu Kang nel film Mortal Kombat (2021).

## Biografia
Nato in Cina, Lin seguì la madre a Hong Kong all'età di 4 anni. A 9 anni fu mandato in un collegio in Australia dove trascorse la maggior parte della sua giovinezza. Nel suo ultimo anno di liceo si è trasferito in Canada, dove ha studiato recitazione presso l'Università della Columbia Britannica. Lin ha ulteriormente approfondito i suoi studi in cinema e televisione a Los Angeles e inoltre, su insistenza della madre, ha studiato medicina laureandosi in dietetica.

## Carriera
Dal 2011 Lin ha iniziato a recitare in alcuni cortometraggi prodotti in Canada. Nel 2016 ha preso parte a un episodio della serie televisiva Marco Polo. L'anno seguente ha interpretato il ruolo di Zack Taylor (ossia il Black Ranger) in Power Rangers, reboot diretto da Dean Israelite.

## Vita privata
Lin ha studiato muay thai, jiu-jitsu e wrestling in stile olimpico. Parla fluentemente il mandarino e il cantonese.

## Filmografia

### Cinema
- The Intruders - cortometraggio (2011)
- The Shannon Entropy, regia di Mackenzie Warner - cortometraggio (2012)
- Loners, regia di Francisco Chanona - cortometraggio (2012)
- Stasis, regia di Brian Cheung e Carlos McCallister - cortometraggio (2012)
- Il regno di Wuba (Zhuo yao ji), regia di Raman Hui (2015)
- Power Rangers, regia di Dean Israelite (2017) – Zack Taylor
- Aquaman, regia di James Wan (2018)
- Mortal Kombat, regia di Simon McQuoid (2021) – Liu Kang
- Il colore della libertà (Son of the South), regia di Barry Alexander Brown (2021)
- Mortal Kombat II, regia di Simon McQuoid (2025) – Liu Kang

### Televisione
- Gara di ballo (Holiday Spin), regia di Jonathan A. Rosenbaum – film TV (2012)
- Marco Polo – serie TV, episodio 2x03 (2016)
- Black Mirror – serie TV, episodio 5x01 (2019)
- Kung Fu – serie TV, 1 episodio (2021)

## Doppiatori italiani
Nelle versioni in italiano delle opere in cui ha recitato, Ludi Lin è stato doppiato da:
- Flavio Aquilone in Power Rangers, Il colore della libertà
- Massimo Triggiani in Mortal Kombat, Art of Eight Limbs
- Jacopo Venturiero in Black Mirror